# Klaus Siewert
Klaus Siewert (* 15. Februar 1954) ist ein deutscher Germanist, Sprach- und Kulturwissenschaftler. Seine Spezialgebiete sind Deutsche Sprachgeschichte, Sonder- und Geheimsprachen.

## Leben
Klaus Siewert verbrachte seine Kindheit als zweiter Sohn von vier Söhnen des Bauingenieurs Heinrich Siewert und seiner Ehefrau Christa in Lerbeck/Porta Westfalica. Nach dem Abitur 1972 am Besselgymnasium in Minden studierte er Germanistik, Geschichte, Archäologie, Philosophie und Pädagogik an der Westfälischen Wilhelms-Universität Münster und verbrachte Studienaufenthalte in Rom und im Nahen und Mittleren Orient. 1979 folgte die Staatsprüfung für das Lehramt an Gymnasien (mit Auszeichnung).
Ab 1980 arbeitete Siewert am Forschungsunternehmen „Althochdeutsches Wörterbuch“ der Göttinger Akademie der Wissenschaften. Nach der Promotion zum Dr. phil. (summa cum laude) übernahm er Lehraufträge für Deutsche Sprache und Deutsche Literatur des Mittelalters an der Universität Münster. 1989 erhielt er noch vor der Wende ein Forschungsstipendium in der DDR im Rahmen des Deutsch-Deutschen Kulturabkommens („Älteste Quellen der deutschen Sprache auf dem Gebiet der DDR“); neben seiner wissenschaftlichen Arbeit in der DDR engagierte Siewert sich bei den Montagsdemonstrationen in Leipzig und Dresden. Ab den 1990er Jahren widmet er sich dem Aufbau der modernen Sondersprachenforschung in Deutschland. Stationen auf dem Weg waren: die Gründung der studentischen Projektgruppe Masematte 1988 und die Einrichtung einer Arbeitsstelle Sondersprachenforschung an der Universität Münster, das DFG-Projekt „Rotwelsch-Dialekte“, ein Habilitandenstipendium der Deutschen Forschungsgemeinschaft, ab 1995 die Organisation Internationaler Symposien zur Sondersprachenforschung, 1998 die Habilitation mit dem Werk „Grundlagen und Methoden der Sondersprachenforschung“ (Venia Legendi: Deutsche Philologie/Sprachwissenschaft) und 2000 die Gründung der Internationalen Gesellschaft für Sondersprachenforschung (IGS).
Nach seiner Zeit als Dozent in Münster übernahm er Professuren an der TU Darmstadt und an der Universität Paderborn. 2009 errichtete er einen Wissenschaftsverlag als publikatorisches Zentrum der Forschungen auf dem Gebiet der Sondersprachen (Geheimsprachen Verlag). Nebenbei ist er in gemeinnützigen Organisationen ehrenamtlich tätig: ab 1990 in der Gesellschaft für deutsche Sprache (GfdS); ab 2000 als Gründungsvorsitzender in der Internationalen Gesellschaft für Sondersprachenforschung (IGS); ab 2012 als Vorsitzender der Jury des Sprach- und Literaturpreises „Landschreiber-Wettbewerb“ und ab 2015 im Warft-Verein Wangerland zur Förderung und Dokumentation von Sprache, Kultur und Natur auf der ostfriesischen Halbinsel. 2024 wurde er in den Pegnesischen Blumenorden berufen.

## Veröffentlichungen (Auswahl)
- Die althochdeutsche Horazglossierung, Göttingen 1986 (Studien zum Althochdeutschen 8, Akademie der Wissenschaften in Göttingen), Dissertation 1984
- Grundlagen und Methoden der Sondersprachenforschung. Mit einem Wörterbuch der Masematte aus Sprecherbefragungen und den schriftlichen Quellen, Wiesbaden 2003 (Sondersprachenforschung 8), Habilitationsschrift Münster 1998
- Geheimsprachen in Westfalen, Bände I-III, Münster/Hamburg 2014–2017
- Wörterbuch deutscher Geheimsprachen. Rotwelsch-Dialekte.[4] In Zusammenarbeit mit Rudolf Post. Walter de Gruyter Verlag, Berlin / Boston 2023, ISBN 978-3-11-019032-8, Rezension.[5]
- Reihe „Sondersprachenforschung“, 1996 ff. Begründet und herausgegeben von Klaus Siewert in Verbindung mit Ben Fortson, Heinrich J. Dingeldein, Christoph Gutknecht, Stéphane Hardy, Sandra Herling, Robert Jütte, Yaron Matras, Rudolf Post, Thorsten Weiland und dem Deutschen Sprachatlas, Universität Marburg/Lahn. Harrassowitz Verlag Wiesbaden (Bdd. 1–11); Geheimsprachen Verlag Münster / Hamburg (Bdd. 12ff.).